# Джеймс Дін
Джеймс Байрон Дін (англ. James Byron Dean; 8 лютого 1931 — 30 вересня 1955) — американський кіноактор.

## Біографія
Незважаючи на короткотривалу кар'єру, Джеймс Дін залишається одним із найпопулярніших акторів XX століття. Завдяки фільму Ніколаса Рея «Бунтівник без причини» (1955) і ролі типового проблемного старшокласника-бунтівника, актор став кумиром американської молоді 50-х років. Ролі у фільмах Еліа Казана «На схід від раю» і Джорджа Стівенса «Гігант» закріпили його зірковий статус.
У 1955 році загинув в автомобільній катастрофі у віці 24 років. Посмертно був двічі номінований на «Оскар» (1956, 1957) і став лауреатом премії «Золотий глобус» (1956) за найкращу чоловічу роль.
У 1999 році Американський інститут кіномистецтва включив Джеймса Діна до свого рейтингу 100 найвизначніших зірок американського кіно (18 місце).
У листопаді 2019 року режисер Антон Ернст повідомив, що Джеймс Дін, створений за допомогою комп'ютерних технологій, «зіграє» роль Роґана у військовій драмі «У пошуках Джека».

## Особисте життя
Дослідниками вважається, що Джеймс Дін був бісексуальним.

## Фільмографія
| Рік  |   | Українська назва                        | Оригінальна назва                       | Роль      |
| ---- | - | --------------------------------------- | --------------------------------------- | --------- |
| 1951 | ф | Fixed Bayonets!                         | Fixed Bayonets!                         |           |
| 1952 | ф | Has Anybody Seen My Gal?                | Has Anybody Seen My Gal?                |           |
| 1952 | ф | Deadline – U.S.A.                       | Deadline — U.S.A.                       |           |
| 1952 | ф | Sailor Beware                           | Sailor Beware                           |           |
| 1953 | ф | Trouble Along the Way                   | Trouble Along the Way                   |           |
| 1955 | ф | На схід від раю                         | East of Eden                            | Кел Траск |
| 1955 | ф | Бунтівник без причини                   | Rebel Without a Cause                   |           |
| 1956 | ф | Гігант                                  | Giant                                   |           |
| 1976 | ф | James Dean: The First American Teenager | James Dean: The First American Teenager |           |